# 京人形 (人形)
京人形（きょうにんぎょう）とは、京都府京都市周辺で伝統的に制作されてきた高級日本人形の総称である。平安時代の貴族の姫君の遊び道具として愛玩された人形の制作は京の職人が担っており、江戸時代には京の土産品としても珍重された。
その精巧さから制作工程は細分化されており、各工程が分業化されている。経済産業大臣指定伝統的工芸品であり、地域団体商標にも登録されている。

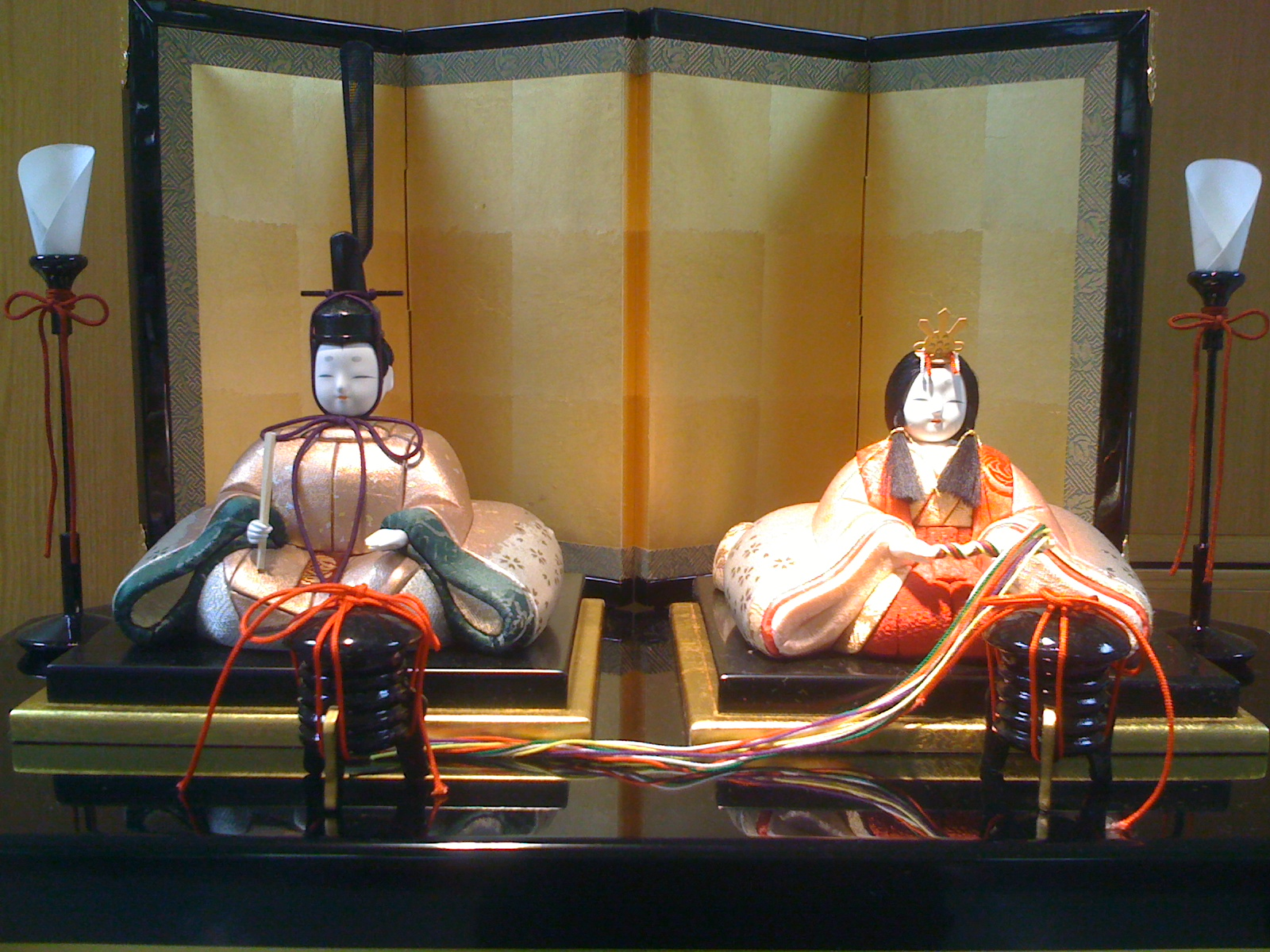
雛人形
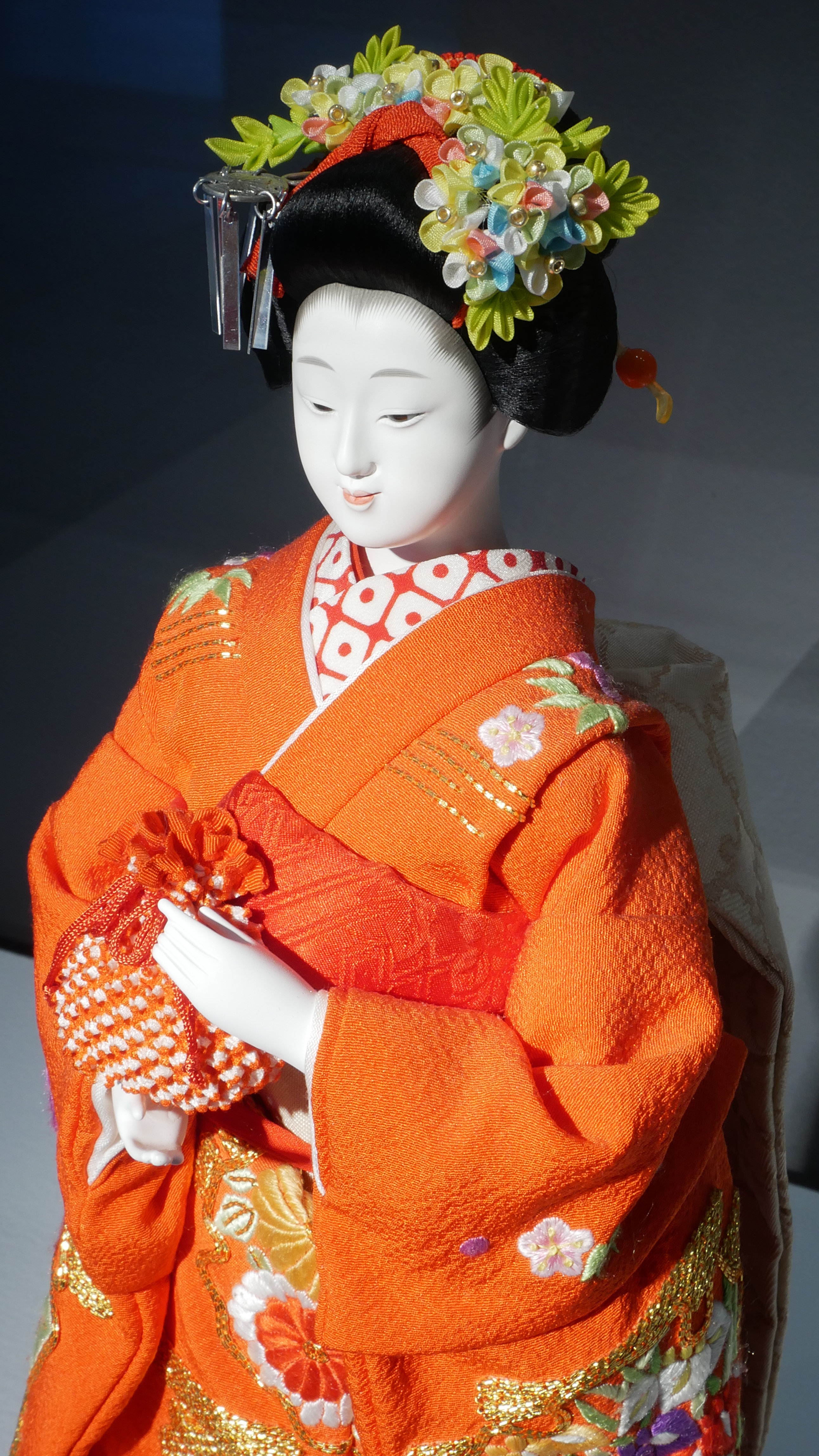
舞妓衣裳人形

## 京人形の種類
- 衣装人形
  - 節句人形（雛人形、五月人形）、市松人形、風俗人形
- 木彫人形
  - 嵯峨人形 - 御所人形
  - 賀茂人形

## 著名な京人形師
- 林駒男（重要無形文化財保持者（人間国宝））